# 30 de febrer
El 30 de febrer és una data que no apareix al calendari gregorià, on el mes de febrer només conté 28 dies, o 29 dies a l'any de traspàs. El 30 de febrer s'utilitza habitualment com a data sarcàstica per referir-se a alguna cosa que mai no passarà o mai es farà. Tanmateix, aquesta data va passar una vegada al calendari suec el 1712. També apareix en alguns calendaris en reformes.

## Calendari suec

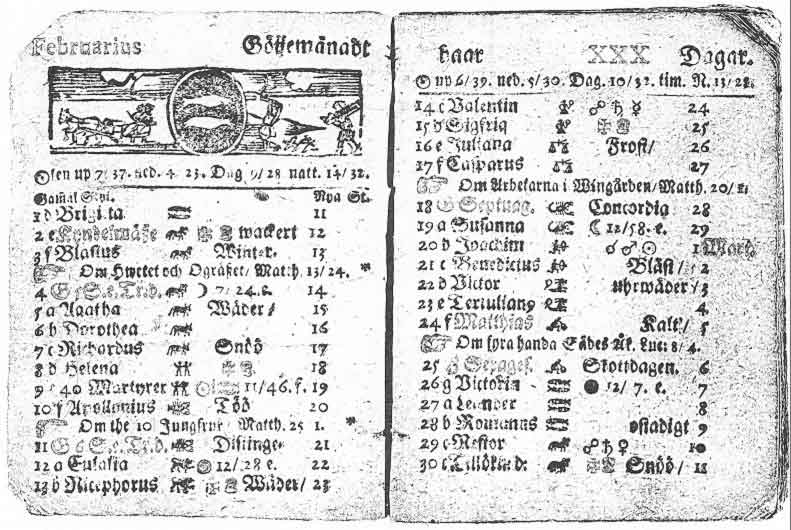
Calendari suec - febrer de 1712

Suècia seguia el calendari julià, però anava a adoptar gradualment el calendari gregorià. Per a això, a partir de 1700 anava a ometre un dia cada any, per arribar finalment al calendari gregorià el 1710 (algunes fonts afirmen que anava a ometre els dies de traspàs al llarg de 40 anys). Així, es va treure un dia el 1700, però no es va fer cap reducció més, de manera que l'anomenat calendari suec s'avançava per un dia al calendari julià, però encara tenia deu dies de retard respecte del gregorià.
La confusió va arribar a la seva fi quan, el 1712 hi va haver 'dos dies de traspàs', car aquell any va tenir un 30 de febrer. Aquell dia correspon al 29 de febrer del calendari julià i a l'11 de març del gregorià. Al final, Suècia va adoptar el calendari gregorià el 1753.

## Calendaris artificials
Els calendaris artificials també poden tenir 30 dies al febrer. Per exemple, en un model climàtic, les estadístiques es poden simplificar tenint 12 mesos de 30 dies. El model de circulació general de Hadley Center n'és un exemple.

## Calendaris en la ficció
En els treballs de J. R. R. Tolkien, els hobbits han desenvolupat el reconeixement de la brilla. Segons l'Apèndix D de "El Senyor dels Anells", aquest calendari ha disposat l'any en 12 mesos de 30 dies cadascun. El mes que els hobbits anomenen Solmath es presenta al text com a febrer i, per tant, la data del 30 de febrer existeix a la narració.
El 30 de febrer de 1951 és l'última nit del món a la breu història de Ray Bradbury "Last Night of the World".

## Mites

### Calendari soviètic
Tot i que moltes fonts afirmen erròniament que es van utilitzar mesos de 30 dies a la Unió Soviètica durant tot el període des del 1929 fins al 1940, el calendari soviètic amb setmanes de cinc i 6 dies només es va utilitzar per assignar dies laborals i dies de descans a fàbriques. El calendari gregorià (des de 1918) es va mantenir per a ús quotidià: els calendaris físics supervivents d'aquest període només mostren els mesos irregulars del calendari gregorià, inclòs un 28 o 29 de febrer, de manera que mai hi va haver el 30 de febrer a la Unió Soviètica.

### En el calendari julià
L'erudit del segle xiii, Johannes de Sacrobosco, va afirmar que al calendari julià el febrer tenia 30 dies en els anys de traspàs del 45 aC fins al 8 aC, quan presumptament August va escurçar el febrer un dia per donar aquell dia al mes d'agost, anomenat com ell. Va tenir la mateixa duració que el mes de juliol, anomenat així pel seu pare adoptiu, Juli Cèsar. Tanmateix, totes les proves històriques refuten l'afirmació de Sacrobosco, incloses les dobles dates amb el calendari alexandrí.